# 永尾孝雄
永尾 孝雄（ながお たかお、1950年2月24日 - 2015年10月3日）は、福岡県出身の法学者。熊本県立大学大学院アドミニストレーション研究科教授。専門分野は、基礎法学。

## 人物
福岡県久留米市出身。福岡県立福岡工業高等学校建築科卒業。西南学院大学在学中に受けた三島淑臣の授業に惹かれて、九州大学大学院法学研究科へ進学。大学院では手島孝の指導を受ける。九州大学大学院法学研究科博士課程単位取得退学、1980年（昭和55年）熊本女子大学生活科学部専任講師、熊本県立大学総合管理学部助教授を経て、1994年（平成6年）教授。2012年11月、厚生労働大臣表彰を受章。2015年、熊本県立大学を退職。
1996年（平成8年）博士（法学）（九州大学）（学位論文「若きヘーゲルの近代自然法批判」）。
著書に『ヘーゲルの近代自然法学批判』、共著に『法律学フローチャート』、共編訳にアルトゥール・カウフマン『法・人格・正義』などがある。